# Rahul Bose
Rahul Bose (em bengali: রাহুল বসু,; em língua marata: राहुल बौस) (Calcutta, 27 de julho de 1967) é um ator, cineasta, ativista social e jogador de rugby indiano. Nasceu na cidade de Calcutá, numa família bengali. Então, foi para a Bombaim, onde conseguiu o seu primeiro papel, no filme dirigido por Dev Benegal, English, August. Entre seus filmes mais conhecidos estão Mr. and Mrs. Iyer, Pyaar Ke Side Effects, Before the Rains e The Japanese Wife.

## Filmografia

### Ator
- English, August (1994)
- A Mouthful of Sky (1995)
- Bomgay (1996)
- Bombay Boys (1998)
- Split Wide Open (1999)
- Thakshak (1999)
- Everybody Says I'm Fine! (2001)
- Mr. and Mrs. Iyer (2002)
- Jhankaar Beats (2003)
- Ek Din 24 Ghante (2003)
- Mumbai Matinee (2003)
- Chameli (2003)
- White Noise (2004)
- The Fall (2005)
- Scrum in the Mud with Rahul Bose (2005)
- Silsilay (2005)
- 15 Park Avenue (2005)
- Ctrl+Alt+Del (2005)
- Anuranan (2006)
- Pyaar Ke Side Effects (2006)
- The Other Side of Bollywood (2006)
- Chain Kulii Ki Main Kulii (2007)
- Before the Rains (2008)
- Shaurya (2008)
- Maan Gaye Mughal-e-Azam (2008)
- Dil Kabaddi (2008)
- Tahaan (2008)
- Kaalpurush (2008)
- Antaheen (2009)
- The Whisperers (2009)
- Fired (2010)
- The Japanese Wife (2010)
- Kuch Love Jaisa (2011)
- I Am (2011)[1]
- Mumbai Chakachak (2011)
- Africa (2011)
- Bits and Pieces (2011)
- Click and Marry (2011)
- Ghost Ghost Na Raha (2011)
- Winds of Change (2012)

### Diretor/roteirista
- Everybody Says I'm Fine! (2001)
- The Whisperers (2009) (roteirista)